# Вилични синус
Вилични синус (лат. sinus maxillaris) је парна шупљина смештена у телу горње вилице. То је највећи параназални синус, а његова морфологија је у великој мери условљена развојем горњих зуба тако да коначни облик поприма тек наком избијања умњака (око 20. године живота). Има облик тростране пирамиде и десни и леви синус су најчешће асиметрични, односно разликују се по облику и димензијама.
Предњи зид је поткожан и има клинички значај јер се преко њега приступа синусу у случају разних хируршких интервенција. На њему се налази подорбитални отвор кроз који излазе истоимени живац и артерија. Задњи зид ступа у односе са подслепоочном и криластонепчаном јамом. Горњи зид представља под очне дупље и на њему су смештени подорбитални жлеб и канал. Унутрашњи зид чини преграду између синуса и носне дупље. Горњи део овог зида припада средњем носном ходнику, а доњи део припада доњем носном ходнику. У изградњи унутрашњег зида учествују: горња вилица, сузна кост, лавиринт ситасте кости, доња носна шкољка и усправни лист непчане кости. Све ове кости су груписане око великог отвора (лат. hiatus maxillaris).
Најнижи део синуса представља његова доња ивица или под, преко које синус ступа у односе са другим преткутњаком и сва три горња кутњака. Због тога се поједина обољења могу пренети са њихових коренова на синус или се могу јавити компликације приликом вађења зуба.

## Веза са носном дупљом
Веза између синуса и носне дупље се остварује преко средњег носног ходника. На унутрашњем зиду синуса се налази вилични отвор који је подељен у три дела: предњи, задњи и горњи. Прва два су затворена слузокожом тако да се комуникација одвија само преко горњег отвора, чије димензије износе 3-5 mm.